# Gusztáv Vándory
Gusztáv Vándory (n. 6 decembrie 1882, Budapesta, Austro-Ungaria – d. 16 noiembrie 1964, Budapesta, Republica Populară Ungară) a fost un actor maghiar de teatru și film.

## Biografie
A urmat gimnaziul în orașul natal, apoi a absolvit studii la Academia de Teatru din Budapesta în 1904. I-a avut acolo ca profesori pe Ede Újházi, Gyula Gál, Imre Császár și Teréz Csillag. După terminarea studiilor a debutat ca actor în ziua de Paști a anului 1904 la teatrul din Becicherecu Mare (Zrenjanin) în rolul Sándor Ocskay, apoi a jucat la alte teatre din provincie. La 15 ianuarie 1905 a interpretat la Teatrul Național rolurile Bilitzky în piesa Dolovai nábob leánya și Ernent în piesa Egyenlőség. În perioada 1904-1906 a jucat la Miskolc, iar în anii 1906-1907 pe scena din Subotica. Între anii 1907-1940 a făcut parte din trupa Teatrului Maghiar și a jucat ca invitat la Teatrul de Comedie. Între anii 1943-1957 a făcut parte din trupa Teatrului de Operetă din Budapesta, jucând, de asemenea, în perioada 1955-1957 și la Teatrul Blaha Lujza.
Începând din 1914 a fost un actor cheie în filmele mute maghiare, apoi a fost figurant, apărând în aproximativ 250 de filme. A mai jucat la Teatrul Belváros (1922-1925), la Teatrul de Comedie și Teatrul Regal (1932), la Teatrul Madách (1942-1948) și la Teatrul Artistic (1948). A predat timp de două decenii la o școală de cinematografie și, de asemenea, la școala de actorie a actriței Szidi Rákosi.

## Familie
Părinții săi erau revizorul parlamentar Gusztáv Vándory și Hermina Sindolni. Fratele său, Géza Béla Vándory, a fost actor. Soția sa, Margit Tubay, s-a născut în 1886 la Dunaharaszti. Ei s-au căsătorit pe 8 august 1905 în sectorul Ferencváros al Budapestei. Fiica lor, Margit Vándory (1906-1960), a fost actriță.

## Roluri în piese de teatru
- Satin (Gorki: Azilul de noapte)
- Charley (Thomas: Charley nénje)
- Numphidius Sabinus (Felkai F.: Néró)
- Bertrand (Szépség)
- Miklics János (Quartett)
- Dávid Viktor (Mihályiné két lánya)
- Ularszky (Hotel Imperial)
- Ödön Baradlay (Fiii omului cu inima de piatră)
- De Siriex (Fedora)
- Harry Douglas (Az élet királya)

## Filmografie
- Sárga liliom (1914) - a főhadnagy
- Őrház a Kárpátokban (1914) - orosz tiszt
- Katonabecsület (1915)
- Tutyu és Totyó (1915) - Konrád főhadnagy
- Elnémult harangok (1916) - Simándy
- A doktor úr (1916) - Bertalan ügyvédbojtár
- Az újszülött apa (1916)
- A világ csak hangulat (1916) - Rolf barátja
- A magyar föld ereje (1916)
- A fekete szivárvány (1916) - a festő
- Az obsitos (1917) - Józsi
- Vengerkák (1917) - Kemenes
- Vámpírhalál (1917)
- Lili (1917)
- A toprini nász (1917)
- Tűzpróba (1917) - Martóthy huszárhadnagy
- Jobbra én, balra te (1917)
- Szépségverseny Siófokon (1917, scurtmetraj)
- Érdekházasság (1918)
- Luxemburg grófja (1918)
- Leányvásár (1918) - id. Rottenberg
- Jehova (1918) - a léha színész
- A Szeszély (1918)
- A szerető (1918)
- A sors ökle (1918) - detektívfőnök
- A Nap lovagja (1918) - Zsigmond gróf
- A cigányleány (1918) - Gróf Mervill
- A bosszú (1918) - Henrik gróf
- Az iglói diákok (1918) - Petki Pál
- A szeszély (1918) - Lord Gaston
- Az összeesküvők (1918) - Paul Frankenberg
- Omul de aur (1919) - cpt. Kadisa
- Yamata (1919) - Chevillon báró
- Marion Delorme (1919)
- A mostoha (1919)
- Se ki, se be (1919) - Brown
- A szív tévedései (1919) - Holwarth
- A becstelen (1919)
- A könnyek asszonya (1919) - Bonyhády
- Vörösbegy (1920)
- Nick Winter négy új kalandja (1920) - Artin
- Lengyelvér I.-II. (1920) - Fladern főhadnagy
- Gyermekszív (1920) - Duncombe képviselő
- A szürkeruhás hölgy (1920)
- A színésznő (1920)
- A kétarcú asszony (1920) - Percy
- Diána (1920)
- A fogadalom (1920)
- Veszélyben a pokol (1921) - Józanész
- Sugárka (1921) - Balló Gusztáv zenetanár
- Tavaszi szerelem (1921) - Dr. Kurt Gilf
- Hétszáz éves szerelem (1921)
- A New York-i express kábel (1921)
- Elnémult harangok (1922)
- A cornevillei harangok (1922) - Henry márki
- Petőfi (1922) - Kossuth Lajos
- A szív rejtelmei (1922) - Isten
- Fehér galambok fekete városban (1923) - Dr. Bartha László tanár
- A Lélek órása (1923) - nagybácsi
- A kis rongyos (1923)
- A három árva (1923) - Tormay Ákos zeneszerző
- A milliárdos pásztorleány (1923)
- Egy fiúnak a fele (1924)
- A Pál-utcai fiúk (1924) - tatăl lui Geréb
- Az elhagyottak (1925)
- A cigány (1925) - Várszeghy földbirtokos
- Rongyosok (1925)
- Átok vára (1927)
- A hetedik fátyol (1927)
- Zsuzsanna és a vének (1928)
- Mária nővér (1929)
- A falu orvosa (1929, oktatófilm)
- Segíts magadon! (1929, oktatófilm)
- Csak egy kislány van a világon (1930) - Vas Miklós
- A kék bálvány (1931) - szállodaportás
- Hyppolit, a lakáj (1931, maghiaro-german) - vendég Schneiderék estélyén
- Csókolj meg, édes! - Galambdúc (1932) - fűszerbolti segéd
- Tavaszi zápor (1932) - tisztelendő
- Repülő arany (1932) - bécsi szállodainas
- A vén gazember (1932, maghiaro-german) - Thury
- Iza néni (1933)
- Rákóczi induló (1933, maghiaro-germano-austriac) - orvos
- Márciusi mese (1934) - Kéri, igazgató
- Meseautó (1934) - pincér a kiskocsmában
- Az iglói diákok (1934) - fizikatanár
- Ez a villa eladó (1935) - Dr. Fényes, ügyvéd
- A csúnya lány (1935) - pincér a Café Sárgarigóban
- Budai cukrászda (1935) - ajtónálló inas az estélyen
- Édes mostoha (1935) - Dr. Gárdonyi, családorvos
- Címzett ismeretlen (1935) - portás
- Az új földesúr (1935) - Corinna egyik gavallérja
- Légy jó mindhalálig (1936) - orvos
- Én voltam (1936) - börtönigazgató
- Az aranyember (1936) - avocat
- Pogányok (1936) - Valter, kanonok
- Sportszerelem (1936-37) - orvos
- Pesti mese (1937) - banktisztviselő
- Segítség, örököltem! (1937) - Aczél, antikvárius
- Édes a bosszú (1937) - szállodai pincér
- Hotel Kikelet (1937) - válóperes ügyvéd
- Mámi (1937) - orvos
- Mai lányok (1937) - anyakönyvvezető
- Háromszázezer pengő az utcán (1937) - üzletember
- A Noszty-fiú esete Tóth Marival (1937) - vendég az estélyen
- Tokaji rapszódia (1937)
- Elcserélt ember (1938) - Balogh, tiszt
- Megvédtem egy asszonyt (1938)
- Papucshős (1938) - Ödön, vendég az estélyen
- 13 kislány mosolyog az égre (1938) - Varjasék komornyikja
- Azurexpress (1938) - tanár
- A hölgy egy kissé bogaras (1938) - Gyomossy, államtitkár
- Rozmaring (1938) -Kelecsényi gróf inasa
- A pusztai királykisasszony (1938) - orvos
- Tiszavirág (1938, magyar-német)
- 5 óra 40 (1939) - Muchard, ékszerész
- Áll a bál (1939) - tanácsos úr az államtitkárságon
- Párbaj semmiért (1939)
- Semmelweis (1939) - párbajsegéd
- Garszonlakás kiadó (1939) - klubtag
- Fűszer és csemege (1939) - orvos
- Göre Gábor visszatér (1940) - könyvesbolti eladó
- Jöjjön elsején (1940)
- Sarajevo (1940) - katonaorvos
- Erzsébet királyné (1940) - magyar úr
- Dankó Pista (1940) - orvos
- Egy csók és más semmi (1940) - bíró
- Mindenki mást szeret (1940) - pap
- Vissza az úton (1940) - Battlay Lóránt, festőművész
- Cserebere (1940) - pincér
- Elnémult harangok (1940) - református püspök
- Lángok (1940) - üzletember a bankban
- Balkezes angyal (1940-1941) - Dr. Karvaly, ügyvéd
- A kegyelmes úr rokona (1941) - orvos
- Havasi napsütés (1941) - Szász doktor, vendég
- Egy tál lencse (1941) - orvos
- Néma kolostor (1941) - orvos
- Édes ellenfél (1941) - pincér az Anna - bálon
- Szüts Mara házassága (1941) - vendég a bálon
- Bűnös vagyok! (1941) - védőügyvéd
- Ne kérdezd, ki voltam (1941) - férj a szállodában
- Csákó és kalap (1941)
- Bob herceg (1941) - udvari hivatalnok
- Életre ítéltek! (1941) - pincér a mulatóban
- Miért? (1941) - János, hivatalszolga
- Dr. Kovács István (1941) - Pintér, hivatalszolga
- Régi keringő (1941) - pincér az Aranykacsában
- Haláltánc (1941)
- Az utolsó dal (1941) - rendőrfőnök
- Kádár kontra Kerekes (1941) - rendőrtanácsos
- Akit elkap az ár (1941) - bankigazgató
- Éjfélre kiderül (1942) - Szemző, ékszerész
- Tavaszi szonáta (1942) - Dr. Barthalus
- Szíriusz (1942) - udvarmester
- 5-ös számú őrház (1942) - Szemes János, állomásfőnök
- Férfihűség (1942) - orvos
- Külvárosi őrszoba (1942) - tanár a rendőrakadémián
- A harmincadik… (1942) - pénztáros a bányában
- Keresztúton (1942) - Attovay Tamás alkalmazottja
- Katyi (1942) - rendőrtanácsos
- A láp virága (1942) - bíró
- Egy szoknya, egy nadrág (1943) - szállodaportás
- Jómadár (1943) - vendég az Aranykakasban
- Legény a gáton (1943)
- A 28-as (1943) - Leó bácsi unokafivére
- Anyámasszony katonája (1943)
- Futótűz (1943) - Hainich, karmester
- Zenélő malom (1943) - Gárday, vendég Rétfalvyéknál
- Szováthy Éva (1943) - ügyvéd
- Boldog idők (1943) - orvos
- Ördöglovas (1943) - Ferenczy, szobrász
- Nászinduló (1943) - Klaus, háziúr
- Zörgetnek az ablakon (1943)
- A látszat csal (1943)
- Idegen utakon (1944)
- Gazdátlan asszony (1944) - pincér
- Aranyóra (1946)
- Könnyű múzsa (1947)
- Beszterce ostroma (1948)
- Egy asszony elindul (1949) - vásárló úr
- Forró mezők (1949)
- Mágnás Miska (1949) - vendég a fogadáson
- Erkel (1952) - arisztokrata úr